# Suhoverhivka, Burîn
Suhoverhivka (în ucraineană Суховерхівка) este localitatea de reședință a comunei Suhoverhivka din raionul Burîn, regiunea Sumî, Ucraina.

## Demografie
Componența lingvistică a localității Suhoverhivka
     Ucraineană (98,15%)
     Rusă (1,32%)
     Alte limbi (0,26%)
Conform recensământului din 2001, majoritatea populației localității Suhoverhivka era vorbitoare de ucraineană (98,15%), existând în minoritate și vorbitori de rusă (1,32%).